# لوثر الأول
لوثر الأول (بالألمانية : Lothar I ، بالفرنسية : Lothaire I ، بالإيطالية Lotario) ؛ (795 - 29 سبتمبر 855) ملك إيطاليا (818 - 855) ، توج ملكاً كارولنجياً على (شمال) إيطاليا ، و إمبراطور الرومان و (شكلياً) إمبراطور الفرنجة (840 - 855).